# Kamila Ciba
Kamila Ciba (* 29. März 1995 in Posen) ist eine polnische Sprinterin, die auf 100 Meter- und 200-Meter-Lauf spezialisiert und besonders erfolgreich in den Sprintstaffeln ist.

## Sportliche Laufbahn
Erste internationale Erfahrungen sammelte Kamila Ciba im Jahre 2011, als sie bei den Jugendweltmeisterschaften nahe Lille im 100-Meter-Lauf in 12,00 s den achten Platz belegte und mit der polnischen Sprintstaffel (1000 Meter) nach 2:10,35 min auf Rang sieben landete. Im Jahr darauf erreichte sie bei den Juniorenweltmeisterschaften in Barcelona mit der 4-mal-100-Meter-Staffel nach 44,95 s Rang vier. 2013 schied sie bei den Junioreneuropameisterschaften in Rieti mit 12,24 s im Halbfinale über 100 Meter aus und scheiterte im 200-Meter-Lauf mit 24,75 s in der Vorrunde. 2015 erreichte sie bei den U23-Europameisterschaften in Tallinn in 44,54 s Rang fünf mit der Staffel und 2017 schied sie bei den U23-Europameisterschaften in Bydgoszcz über 100 Meter mit 11,69 s im Halbfinale aus und belegte mit der Staffel in 44,21 s Rang vier. Anschließend nahm sie an der Sommer-Universiade in Taipeh teil und schied dort mit 12,04 s im Viertelfinale über 100 Meter aus, gewann aber mit der Staffel in 44,19 s die Silbermedaille hinter dem Team aus der Schweiz. 2018 startete sie mit der Staffel bei den Europameisterschaften in Berlin und klassierte sich dort mit 43,34 s auf dem sechsten Platz. 
2019 nahm sie erneut an den Studentenweltspielen in Neapel teil und schied dort mit 11,74 s im Halbfinale über 100 Meter aus und wurde im Staffelbewerb im Finale disqualifiziert. Zuvor kam sie bei den World Relays in Yokohama im Vorlauf der 4-mal-100-Meter-Staffel nicht ins Ziel. Bei den World Athletics Relays 2021 im heimischen Chorzów siegte sie dann in der 4-mal-200-Meter-Staffel mit neuem Landesrekord von 1:34,98 min.

## Persönliche Bestzeiten
- 100 Meter: 11,56 s (+0,5 m/s), 23. August 2019 in Radom
  - 60 Meter (Halle): 7,40 s, 2. Februar 2019 in Luxemburg
- 200 Meter: 23,89 s (+1,4 m/s), 15. Juni 2018 in Kutno
  - 200 Meter (Halle): 24,20 s, 30. Januar 2021 in Toruń